# Marbach am Neckar

Marbach am Neckar este un oraș din landul Baden-Württemberg, Germania. Orașul fiind cunoscut ca locul de naștere a lui Friedrich Schiller, unde se află Muzeul Național Schiller și Archiva Literaturii Germane care a fost înființată la data de 12 iulie 1955.

## Geografie
Marbach-ul este așezat pe malul de est al râului Neckar, la aproape 30m deasupra acestuia. În nordul orașului, afluentul Murr se revarsă în Neckar și ambele rîuri sunt o cale de transport importantă pentru oraș și regiune. De oraș, în afara centrului vechi mai aparține un cartier unde este inclusă o termocentrală, care se întinde dealungul malului sud-vestic de răul Neckar. De asemenea, sunt incluse trei exclave de oraș. Două dintre acestea sunt Rielingshausen și Siegelhausen, ambele despărțite de Marbach. Cea de-a treia este o zona de pădure în Hartwald (scris și Hardtwald) la est de Rielingshausen.
Rielingshausen cu 2.600 de locuitori, este situat aproximativ cinci kilometri nord-est de Marbach pe un deal între Hartwald și Murr, în preajma caruia sunt afluenții: Weidenbach, Kaisersbach, Sulzbach și Eichbach care acesta la jumătatea traseului dispare într-o dolină.
Siegelhausen, un mic sat cu aproximativ 30 de locuitori, este situat la cinci kilometri sud-est de centrul orașului, în afara drumului între Affalterbach și Hochdorf, în valea lui  Apfelbach.
Din suprafața de 18,06 km², 24 % este folosită pentru drumuri și construcții, 57 % agricultură și 16 % pădure. În afara suprafeței de agricultură mai sunt 34 ha de dealuri cu viță de vie.
Localități învecinate ale Marbach-ului sunt: în vest al râului Neckar Benningen am Neckar, în nord Murr și Steinheim an der Murr, în est Erdmannhausen și Affalterbach. Mai spre sud și sud-vest cartierele Poppenweiler und Neckarweihingen al orașului Ludwigsburg.
Alte localități în apropiere mai sunt: Aspach, Steinheim, Kirchberg an der Murr, Affalterbach, Remseck am Neckar, Waiblingen.

## Istorie
Se presupune că Marbach a fost, o curte regală al Franconiei, fondat în jurul anilori 700. Prima mențiune scrisă este datată din 972. Că oraș s-a dezvoltat spre sfârșitul secolului al XII-lea și alăturat în 1302 la teritoriul Württembergului.

## Personalități născute aici
- Friedrich Schiller (1759 - 1805), scriitor.

## Galerie de imagini

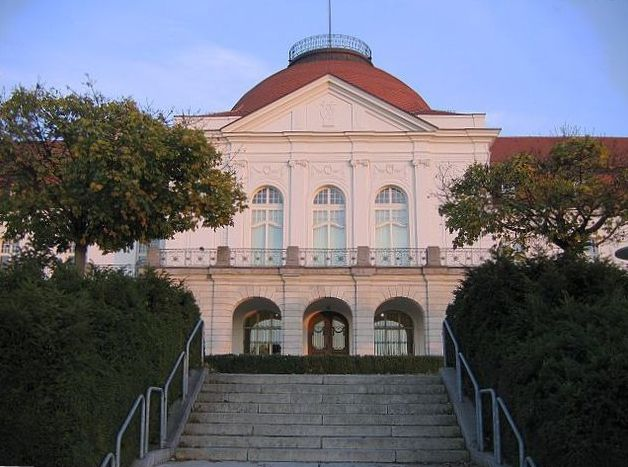
Muzeul Național Schiller
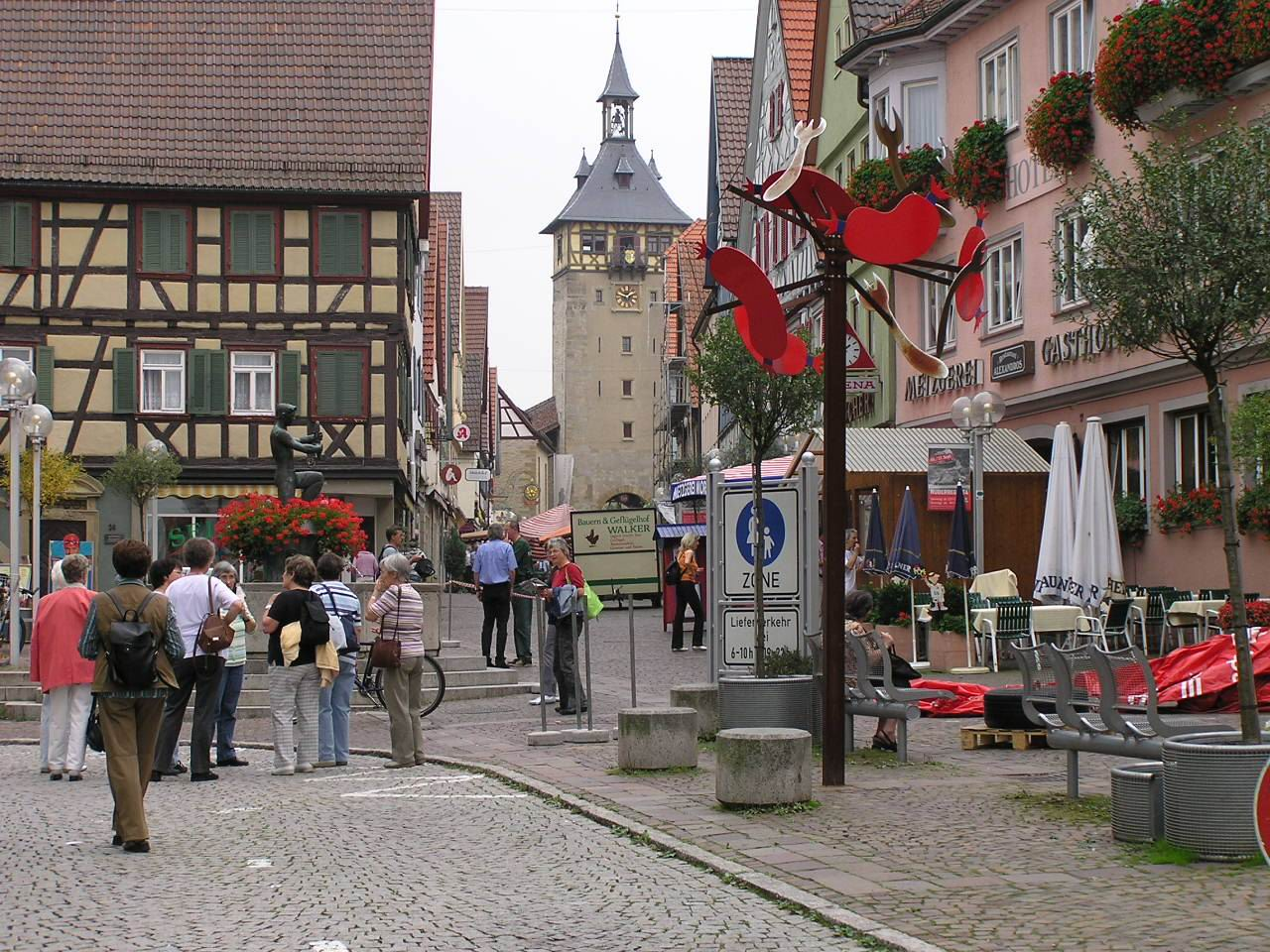
Centrul vechi al orașului cu turnul porții de sus
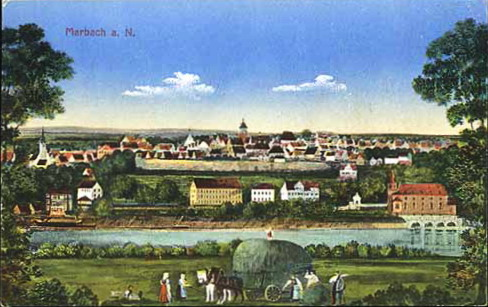
Carte poștală din anul 1916
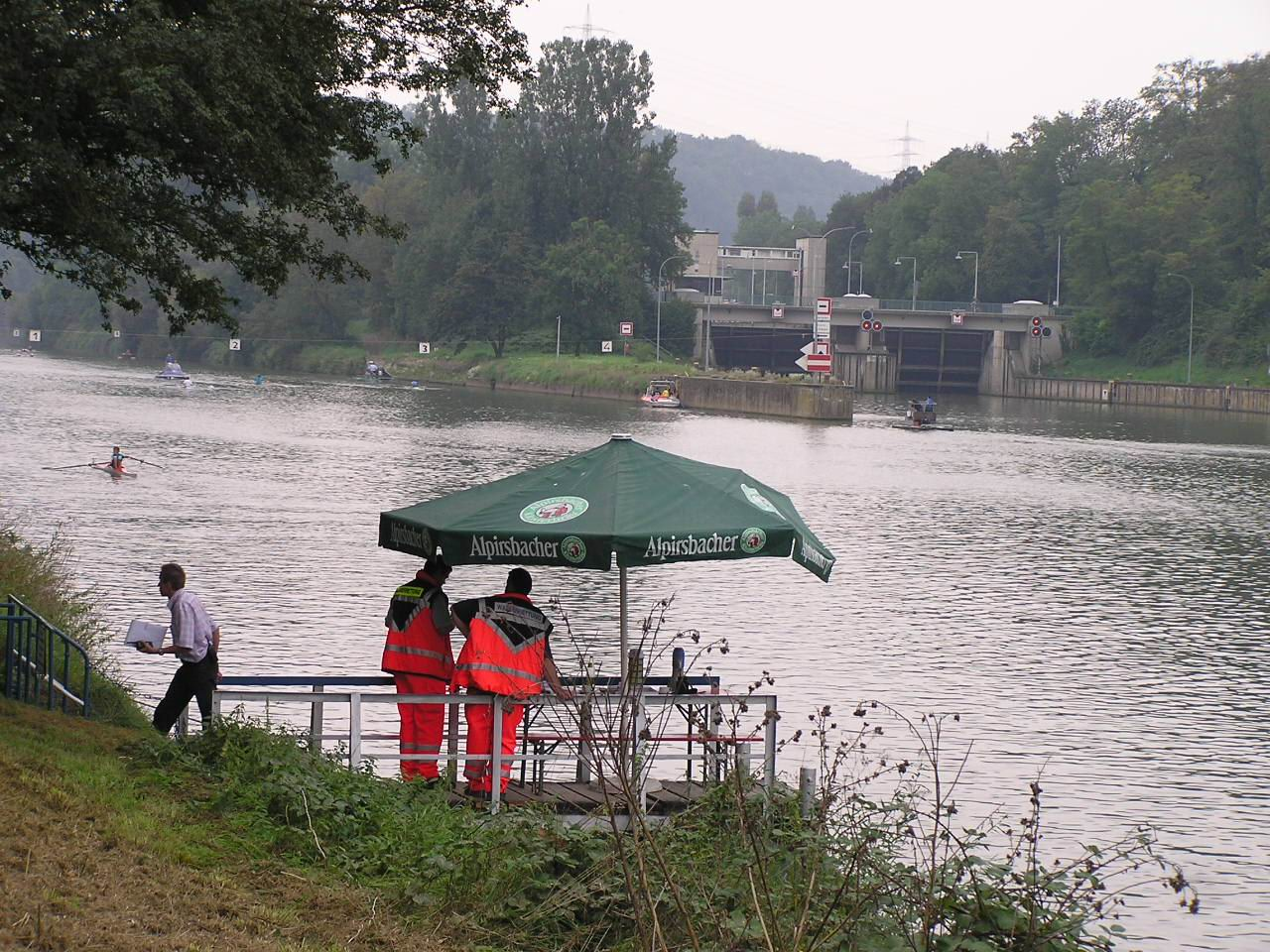
Ecluza la Marbach am Neckar
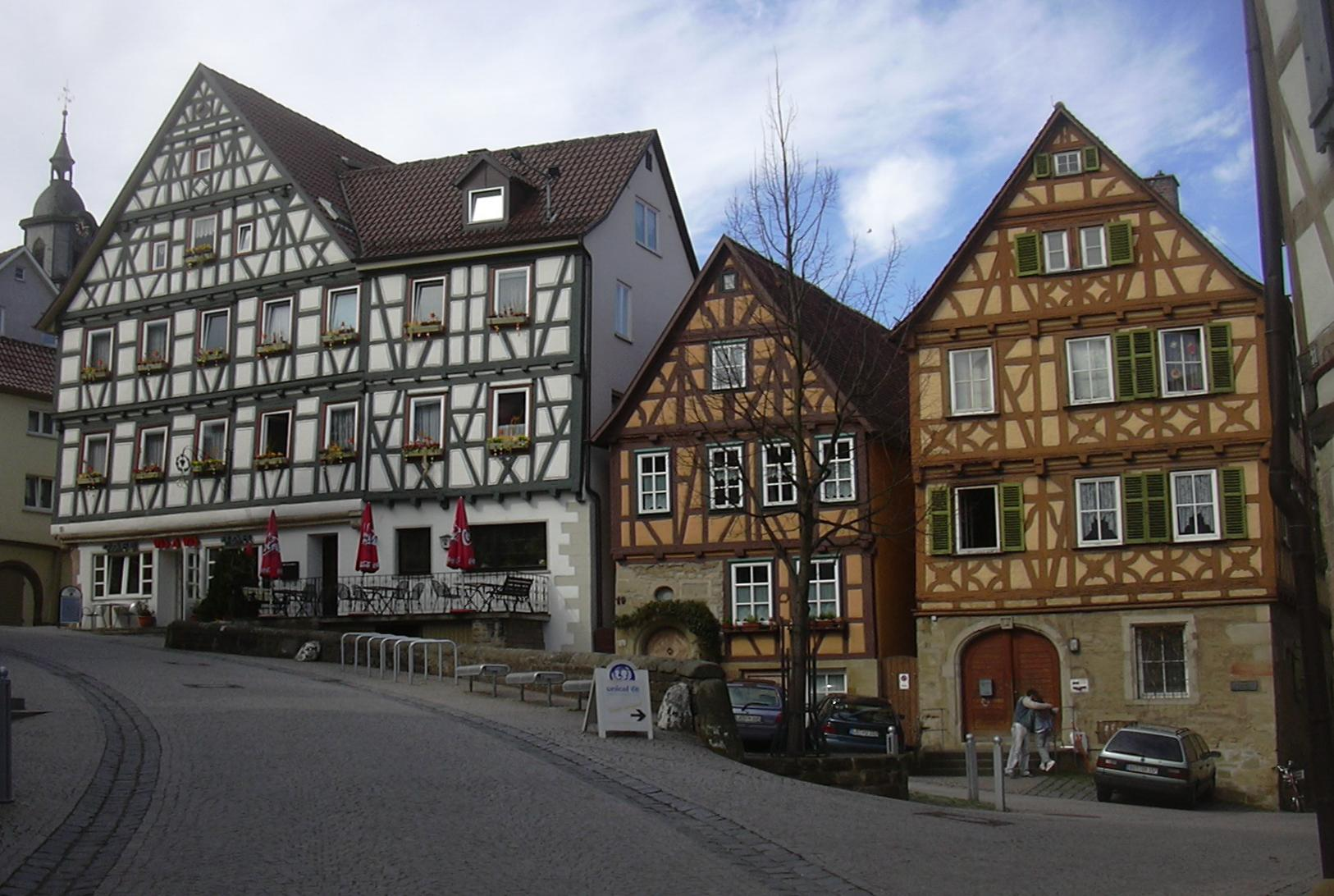
Case, construcție cu schelet de lemn